# Glomerida
Los gloméridos (Glomerida) son un orden de artrópodos miriápodos diplópodos del superorden Oniscomorpha. Son más cortos en comparación con otros milpiés, con sólo doce segmentos corporales y 17-19 pares de patas, y son capaces de enroscarse formando una bola cuando se les molesta. El orden incluye cerca de 30 géneros y al menos 280 especies, que se encuentran sobre todo en el hemisferio norte, en Europa, Asia sudoriental y América. Aunque históricamente se consideran estrechamente relacionados con Sphaerotheriida, que son similares y que también se enrollan, algunas pruebas de ADN sugieren que pueden estar más estrechamente relacionados con Glomeridesmida, un orden poco conocido y que no pueden enrollarse. El género más abundante es Glomeris con un centenar de especies.

## Descripción
Son de pequeño tamaño, de entre 6 y 20 mm de longitud, aunque algunas especies pueden alcanzar mayor tamaño, y tienen el cuerpo de forma cilíndrica, dorsalmente muy convexo y ventralmente plano o ligeramente cóncavo. Al igual que los miembros de Sphaerotheriida, pueden enroscarse formando una bola, característica que también se da en los oniscídeos (cochinillas de humedad), unos crustáceos isópodos con los que a menudo se les confunde.
Poseen 12 segmentos corporales, aunque la segunda y tercera placas dorsales (tergitos) pueden estar fusionadas y el 11.º terguito puede ser pequeño o parcialmente oculto y parecer como 11 segmentos. La cabeza es relativamente grande y redonda, con antenas largas y esbeltas y órganos de Tömösvary en forma de herradura. Dependiendo de la especie pueden contar o no con ocelos. El collum o cuello, primer segmento después de la cabeza, es pequeño, mientras que el segundo terguito es muy agrandado. Emiten varias secreciones líquidas mediante glándulas odoríferas o repugnatorias a través de unos orificios microscópicos llamados ozoporos situados dorsalmente, en contraste con los ozoporos laterales de la mayoría de los milpiés. Los machos y las hembras difieren en el número de pares de patas: los machos tienen 17 mientras que las hembras tienen 19. En los machos adultos el último par de patas se ha modificado en forma de telópodos, apéndices que utilizan para sujetar a la hembra durante la cópula. También poseen otro tipo de glándulas que emiten una sustancia olorosa para atraer a la hembra. Tanto en los machos como en las hembras el orificio genital se sitúa detrás del segundo par de patas, con un pene en los machos y dos vulvas en las hembras.
Son detritívoros, alimentándose de materia vegetal en descomposición. La mayoría son grises o negruzcos, se mueven lentamente, huyen de la luz y se encuentran en lugares cálidos en las zonas relativamente más húmedas, como montes mediterráneos y zonas esteparias, donde son nocturnos o salen después de las lluvias de sus escondrijos bajo pedruscos y en grietas del terreno y se alimentan bajo musgos y hojarasca.

## Distribución
Se distribuye predominantemente en el hemisferio norte, en Europa, Norte de África, Asia sudoriental y América, desde California a Guatemala. Cuatro especies están presentes en las islas británicas. En el sudeste asiático su distribución llega hasta Indonesia. En el hemisferio occidental los gloméridos se distribuyen en tres áreas dispares: una región del este, de la región de los Apalaches de Kentucky al norte de Florida y Misisipi, una región de California desde la bahía de San Francisco a la bahía de Monterrey y una región neotropical del este de México (Nuevo León) a Guatemala central.

## Clasificación

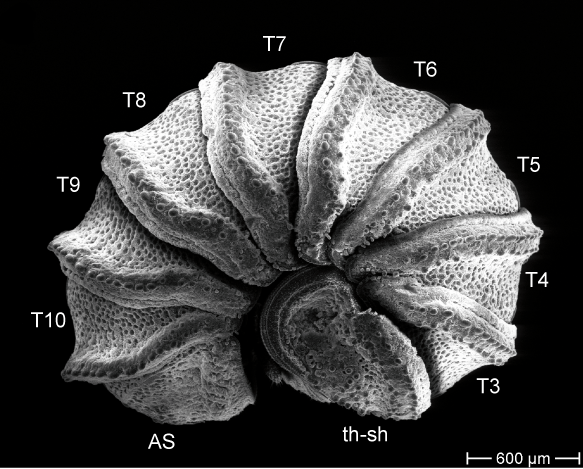
Trachysphaera pyrenaica.

Glomerida contiene aproximadamente 30 géneros, aunque la relación entre ellos se discute. Algunos autores dividen el orden en tres familias, la gran familia Glomeridae, Glomeridellidae y Trachysphaeridae, mientras que otros clasifican el orden en un sistema más elaborado de subfamilias y tribus y reconocen las familias Glomeridellidae, y Glomeridae y Protoglomeridae. Las estimaciones del número de especies varían de 280 a 450. El género Glomeris es el más numeroso, con al menos 100 especies y muchas más subespecies o variedades.
Los gloméridos se clasifican tradicionalmente junto a Sphaerotheriida en el superorden Oniscomorpha, que contiene milpiés de cuerpo corto capaces de enroscarse. Los oniscomorfos se unen con la poco conocida Glomeridesmida en la infraclase Pentazonia, que se caracteriza por los telópodos posteriores y los cuerpos relativamente cortos y es el grupo hermano de Helminthomorpha. Esta clasificación se apoya en similitudes morfológicas. Sin embargo, algunos estudios basados en comparaciones de secuencias de ADN han sugerido que Glomerida está más estrechamente relacionado con Glomeridesmida que con Sphaerotheriida, una hipótesis que implicaría que el comportamiento de enroscarse evolucionó dos veces o se perdió en los antepasados de Glomeridesmida.
Siguiendo a Mauriès, se clasifican en los siguientes clados:
- Superfamilia Glomeridelloidea Cook, 1896
  - Familia Glomeridellidae Cook, 1896
- Superfamilia Glomeroidea Leach, 1815
  - Familia Glomeridae Leach, 1815
  - Familia Protoglomeridae Brölemann, 1913